# Lasioglossum minutulum
De Lasioglossum minutulum (tên tiếng Anh: zuidelijke dwerggroefbij) là một loài Hymenoptera trong họ Halictidae. Loài này được Schenck mô tả khoa học năm 1853.